# Přísaha
Přísaha je příslib nebo prohlášení, učiněný ve zvláštní formě, zpravidla dovolávající se něčeho, co je přísahajícímu posvátné (boha, cti apod.).

## Přísaha v náboženství

### Přísaha v křesťanství
V katolické církvi je přísaha pokládána za svátostinu. Její užití upravuje Kodex kanonického práva v kán. 1199–1204 a Kodex kánonů východních církví v kán. 895.
V luterských církvích je státem předepsaná přísaha dovolena jako věc ryze světská (čl. XVI. Augsburského vyznání).
Některé křesťanské náboženské skupiny odmítají přísahu (např. kvakeři, mennonité). Opírají se zejména o biblické pasáže jako jsou: Nepřísahejte ani při nebi, ani při zemi, ani jakkoli jinak. Když "ano", ať je to "ano", když "ne", ať je to ne". (Jk 5,12) Vůbec nepřísahejte: ani při nebi ani při zemi Ale vaše řeč ať je: ano, ano – ne, ne. (Mt 5,34–37).

## Přísaha v právu
Mnoho dřívějších přísah je v současnosti nahrazováno sliby.
V českém středověkém právu bývala přísaha ve speciální formě u některých skupin obyvatelstva druhem důkazu.

### Přísaha v platném českém právu
- V soudním řízení je provedení přísahy možné jen v případě, kdy český soud v rámci právní pomoci vyslýchá účastníky řízení, svědka nebo znalce a cizozemský orgán žádá výslech pod přísahou. V těchto případech jsou texty přísah následující:
  - Přísaha účastníka nebo svědka v českém občanském soudním řízení zní: „Přísahám na svou čest, že o všem, nač budu soudem tázán, vypovím úplnou a čistou pravdu a nic nezamlčím.“
  - Přísaha znalce v českém občanském soudním řízení zní: „Přísahám na svou čest, že posudek podám podle svého nejlepšího vědomí a svědomí.“
  - Přísaha svědka v českém trestním řízení zní: „Přísahám na svou čest, že vypovím úplnou a čistou pravdu a nic nezamlčím.“
  - Přísaha znalce v českém trestním řízení zní: „Přísahám na svou čest, že posudek podám podle svého nejlepšího vědomí a svědomí.“
- V českém právu je dále upravena vojenská přísaha, kterou skládá voják ozbrojených sil České republiky:  „Já, voják, vědom si svých občanských a vlasteneckých povinností, slavnostně prohlašuji, že budu věrný České republice. Budu vojákem statečným a ukázněným, budu plnit úkoly ozbrojených sil a budu dodržovat právní a vojenské předpisy. Svědomitě se budu učit ovládat vojenskou techniku a zbraně, připravovat se k obraně České republiky a budu ji bránit proti vnějšímu napadení. Pro obranu vlasti jsem připraven nasadit i svůj život. Tak přísahám!“ [1]
- Přísahy příslušníků bezpečnostních sborů (např. hasičů, celníků) byly zrušeny vstupem zákona č. 361/2003 Sb. v účinnost (1. 1. 2007) a nahrazeny jednotným služebním slibem.

## Typy přísah
- Přísaha věrnosti
- Služební přísaha
- Vojenská přísaha
- Promoční přísaha
- aj.

## Slavné přísahy
- Hippokratova přísaha
- Protimodernistická přísaha
- Přísaha prezidenta Spojených států amerických
- Přísaha v míčovně
- Štrasburské přísahy